# Puerto Santa Cruz (kommunhuvudort)
Puerto Santa Cruz är en kommunhuvudort i Argentina.   Den ligger i provinsen Santa Cruz, i den södra delen av landet, 1 900 km sydväst om huvudstaden Buenos Aires. Puerto Santa Cruz ligger 17 meter över havet och antalet invånare är 3 397.
Terrängen runt Puerto Santa Cruz är platt. Havet är nära Puerto Santa Cruz åt nordost. Trakten är glest befolkad. 